# Trigonomima anmaliensis
Trigonomima anmaliensis là một loài ruồi trong họ Asilidae. Trigonomima anmaliensis được Joseph & Parui miêu tả năm 1997. Loài này phân bố ở miền Ấn Độ - Mã Lai.